# Isabel Cueto
Isabel Cueto (3 december 1968) is een voormalig tennisspeelster uit Duitsland. Ze is dochter van een Duitse moeder en een naar Duitsland geëmigreerde Boliviaanse vader. Ze speelde vanaf 1983. Ze was driemaal Duits nationaal kampioene (1984, 1986 en 1987), voor het eerst op vijftienjarige leeftijd – daarmee is ze de jongste nationaal kampioene van Duitsland aller tijden. Cueto behaalde haar beste prestaties op gravel.
Op de WTA-tour won zij vijf titels in het enkelspel. Ze was tevens drie maal verliezend finaliste. Ze bereikte zowel op Roland Garros (1985 en 1990) als de US Open (1987 en 1988) de derde ronde. Haar hoogste positie in het enkelspel was de 20e plek (28 augustus 1998).
In het dubbelspel won Cueto één titel op de WTA-tour – in 1986 won ze met de Spaanse Arantxa Sánchez Vicario het toernooi van Athene. Haar beste resultaat op de grandslamtoernooien is het bereiken van de derde ronde op Roland Garros in 1987. Ze kwam van 1988 tot en met 1990 uit voor het Duitse Fed Cup-team.
Ze beëindigde haar carrière in 1994.

## Posities op deWTA-ranglijst enkelspel
Positie per einde seizoen:
| jaartal | rank |
| ------- | ---- |
| 1993    | 263  |
| 1992    | 282  |
| 1991    | 119  |
| 1990    | 26   |
| 1989    | 28   |
| 1988    | 33   |
| 1987    | 29   |
| 1986    | 101  |
| 1985    | 105  |
| 1984    | 168  |

## Palmares

### WTA-finaleplaatsen enkelspel
| nr.              | datum      | toernooi         | ondergrond | tegenstandster          | score    |
| ---------------- | ---------- | ---------------- | ---------- | ----------------------- | -------- |
| Gewonnen finales |            |                  |            |                         |          |
| 1.               | 1988-07-10 | WTA Båstad       | gravel     | Sandra Cecchini         | 7-5 6-1  |
| 2.               | 1988-08-07 | WTA Athene       | gravel     | Laura Golarsa           | 6-0 6-1  |
| 3.               | 1989-07-23 | WTA Estoril      | gravel     | Sandra Cecchini         | 7-63 6-2 |
| 4.               | 1989-08-06 | WTA Sofia        | gravel     | Katerina Maleeva        | 6-2 7-63 |
| 5.               | 1990-07-13 | WTA Palermo      | gravel     | Barbara Paulus          | 6-2 6-3  |
| Verloren finales |            |                  |            |                         |          |
| 1.               | 1987-09-27 | WTA Hamburg      | gravel     | Steffi Graf             | 2-6 2-6  |
| 2.               | 1987-12-06 | WTA Buenos Aires | gravel     | Gabriela Sabatini       | 0-6 2-6  |
| 3.               | 1990-04-29 | WTA Barcelona    | gravel     | Arantxa Sánchez Vicario | 4-6 2-6  |

### WTA-finaleplaatsen damesdubbelspel
| nr.              | datum      | toernooi   | ondergrond | partner                 | tegenstandsters            | score       |
| ---------------- | ---------- | ---------- | ---------- | ----------------------- | -------------------------- | ----------- |
| Gewonnen finales |            |            |            |                         |                            |             |
| 1.               | 1986-09-21 | WTA Athene | gravel     | Arantxa Sánchez Vicario | Silke Meier Wiltrud Probst | 4-6 6-2 6-4 |

## Prestatietabel
| Legenda | Legenda                          |
| ------- | -------------------------------- |
| g.t.    | geen toernooi gehouden           |
| l.c.    | lagere categorie                 |
| –       | niet deelgenomen                 |
| G       | uitgeschakeld in de groepsfase   |
| 1R      | uitgeschakeld in de eerste ronde |
| 2R      | uitgeschakeld in de tweede ronde |
| 3R      | uitgeschakeld in de derde ronde  |
| 4R      | uitgeschakeld in de vierde ronde |
| KF      | uitgeschakeld in de kwartfinale  |
| HF      | uitgeschakeld in de halve finale |
| F       | de finale verloren               |
| W       | het toernooi gewonnen            |
| w-v     | winst/verlies-balans             |

### Grand slam, enkelspel
| Toernooi        | 1985 | 1986 | 1987 | 1988 | 1989 | 1990 | 1991 | 1992 |
| --------------- | ---- | ---- | ---- | ---- | ---- | ---- | ---- | ---- |
| Australian Open | –    | g.t. | –    | –    | –    | –    | 2R   | 1R   |
| Roland Garros   | 3R   | 1R   | 2R   | 1R   | 1R   | 3R   | 1R   | –    |
| Wimbledon       | –    | –    | –    | 2R   | –    | –    | –    | –    |
| US Open         | 2R   | 1R   | 3R   | 3R   | 2R   | –    | –    | –    |

### Grand slam, vrouwendubbelspel
| Toernooi        | 1987 | 1988 | 1989 |
| --------------- | ---- | ---- | ---- |
| Australian Open | –    | –    | –    |
| Roland Garros   | 3R   | 1R   | 1R   |
| Wimbledon       | –    | 1R   | –    |
| US Open         | 2R   | 1R   | –    |